# Cotinusa melanura
Cotinusa melanura là một loài nhện trong họ Salticidae.
Loài này thuộc chi Cotinusa. Cotinusa melanura được Cândido Firmino de Mello-Leitão miêu tả năm 1939.